# Saccopteryx leptura
Saccopteryx leptura é uma espécie de morcego da família Emballonuridae. Pode ser encontrada na América Central e na metade norte da América do Sul.

## Descrição
A espécie Saccopteryx leptura pertence ao gênero Saccopteryx e à ordem Chiroptera. É caracterizado por duas listras brancas que descem longitudinalmente por suas costas, começando nos ombros, tendo pelagem tipicamente marrom. É uma espécie de pequeno porte, tendo cerca de 45 milímetros de comprimento. Também tem uma glândula odorífera característica na porção distal de seu braço. A glândula se abre para a parte dorsal da asa. Esta abertura é maior nos machos do que nas fêmeas.

## Habitat

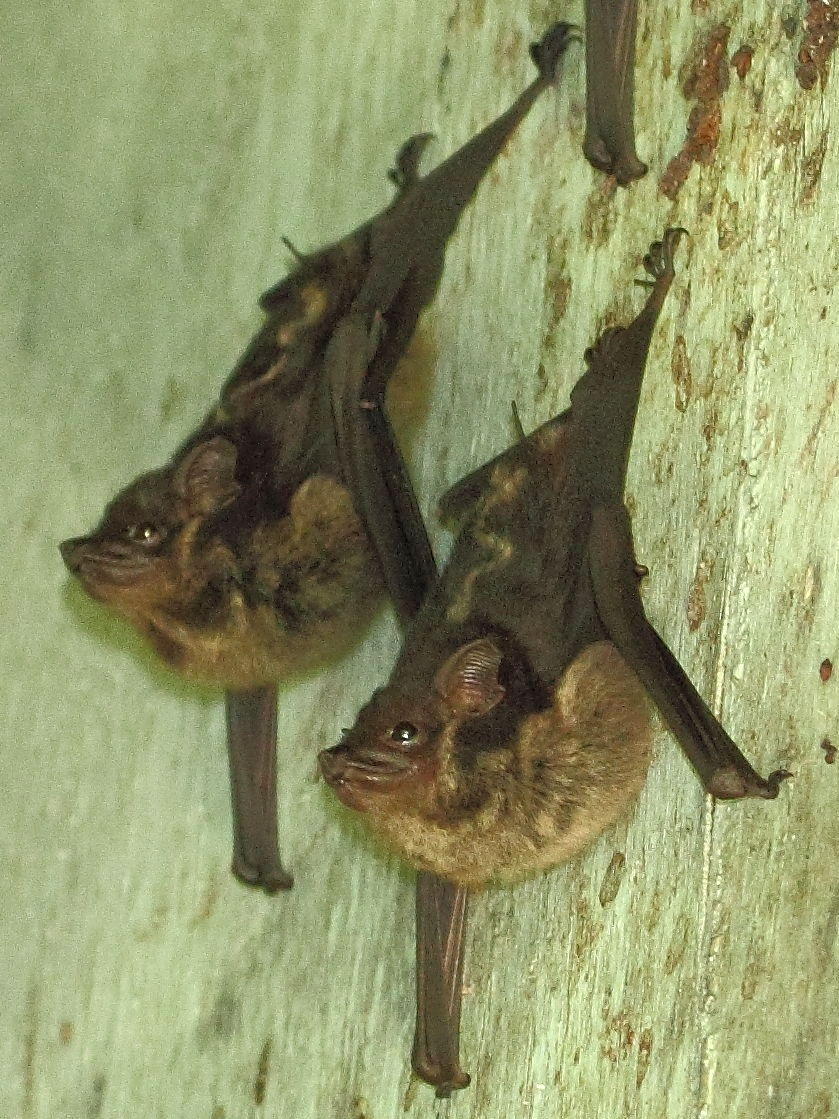
Dois exemplares de saccopteryx leptura

A espécie é nativa do norte da América do Sul e também de partes da América Central. É encontrada em áreas densamente florestadas e normalmente empoleira-se em árvores. O saccopteryx leptura prefere áreas mais abertas para empoleirar-se e, embora prefira árvores, também é conhecido por empoleirar-se dentro de edifícios. Aparentemente não possui preferência por algum tipo de árvore, mas gravitam mais em áreas com cobertura pesada de dossel.
A maioria dos morcegos desta espécie está localizada em áreas de baixa elevação, mas podem existir em áreas de até 900 metros de altitude. Pode ser encontrado em áreas com outras espécies de morcego, mas geralmente não existem na mesma área de forrageamento.

## Dieta e comportamento
Alimenta-se principalmente de insetos aéreos da ordem Hymenoptera, incluindo formigas voadoras e formicídeos. Os morcegos se alimentam em áreas sob a copa das árvores e usam a ecolocalização para caçar os insetos voadores. Quando empoleirados, os morcegos geralmente formam pequenos grupos de 2 a 9. Além disso, são considerados monogâmicos, o que é raro para a maioria dos mamíferos. As fêmeas normalmente produzem apenas um ou dois filhotes por ano. Os filhotes não podem voar nos primeiros 12 dias após o nascimento, ficando sob os cuidados da mãe por até 18 meses. Morcegos fêmeas nesta espécie são conhecidos por defender suas áreas de forrageamento, o que os machos não fazem.